# 米爾本/伍德維爾站
米爾本/伍德維爾站（英語：Millbourne/Woodvale stop）是一個位於加拿大亞伯達省首府愛德蒙頓，屬市營愛德蒙頓輕軌河谷線的一個輕軌車站。站體座落於麥可公園、格林維尤、希爾維尤和李嶺社區之交界處，於66街東側和38大街北側。原訂於2020年開通，但最終於2023年11月4日才正式營運開通。

## 鄰近設施
- 米爾本市場商城

## 資料來源
1. ↑  . City of Edmonton.   [July 9, 2017].
2. ↑   (PDF). City of Edmonton. September 2016  [July 21, 2017]. （原始内容存档 (PDF)于2021-02-27）.
3. ↑  . CBC. November 4, 2023  [November 4, 2023]. （原始内容存档于2023-11-13）.

## 外部連結
维基共享资源上的相關多媒體資源：米爾本/伍德維爾站